# إيفيليو غونزاليس
إيفيليو غونزاليس (مواليد 11 أكتوبر 1952) هو مبارز بالسيف كوبي، مثّل بلاده في الألعاب الأولمبية الصيفية 1972.

## روابط خارجية
إيفيليو غونزاليس على موقع أوليمبيديا (الإنجليزية)